# Геомедицина
Геомедицина је све популарнији и све више коришћени термин као заједнички назив за медицинску географију и медицинску геологију због њиховог све већег прожимања и тешког раздвајања. Географија је некада била „мајка“ природних и друштвених наука, али су се њена „деца“ осамосталила као посебне науке (на пример педологија, геодезија, социјална антропологија, картографија, меицинска географија и медицинска геологија.

## Предуслови
Да има доста сличности у историјском развоју геологије и географије, најбоље се може видети на примеру у Србији. Обе науке су научно утемељене крајем 19. века: геологија 1880. године, када је Јован Жујовић изабран за суплента на новоформираној катедри за геологију и минералогију на Великој школи, а географија 1893. године, када је Јован Цвијић постављен за редовног професора географије и етнографије на Великој школи.
| „ | Два Јована, два научна великана, две гео-науке – не може се замислити бољи почетак геологије и географије. | ” |

По дефиницији географија описује површину Земље; концепција проста, али је проучавање сложено. Геологија, између осталог, проучава карактеристике и процесе на површини Земље (генетски принцип). Прва половина 20. века одликовала се више регионалним приступом и у географији и геологији, а друга половина – систематским приступом у оквиру мањих подручја.
Савремена проучавања животне средине не могу се замислити без познавања геоморфологије, хидрологије, климатологије, као и низа геолошких дисциплина (геохемија, седиментологија, површинско распадање минерала и стена, минералогија, петрологија, хидрогеологија). Животна средина је сложени систем и није могуће раздвојити географски од геолошког аспекта проучавања и задржати се само на принципима једне науке или научне дисциплине.
У будућности ће географија још више бити повезана са низом наука као што су: геологија, метеорологија, биологија, екологија, друштвене науке итд. Геологија и географија ће и у будућности морати да буду више упућене једна на другу и да заједнички проучавају Земљу. Веза географије и екологије постаје све јача и у будућности ће бити још израженија, како у проучавању екосистема тако и у области социјалне и медицинске екологије.

## Медицинска географија
Медицинска географија проучава просторно распрострањење људских болести у свету и узроке појављивања одређених болести у неким деловима света и заснива се на познавању земљишта, климе, биљног и животињског света.

### Категоризација медицинске географије у структури географске науке
Четврти блок категоризација у структури географске науке чине граничне географске дисциплине
(физичко-друштвене дисциплине) које обухватају:
- политичку географију,
- историјску географију,
- медицинску географију,
- математичку географију,
- војну географију, и др

## Медицинска геологија
Медицинска геологија се бави проучавањем утицаја геолошке и педолошке подлоге на људско здравље, и обухвата и петрографске, минералошке и геохемијске методе испитивања појединих делова људског тела (зуби, кости, бубрежно и жучно камење) или страних материја у телу (прашина минерала, стена и угља).
Посебно је значајно проучавање садржаја биоесенцијалних и токсичних елемената у људској и животињској исхрани, као и могуће последице сувишног или недовољног уношења тих елемената.

## Тренутно стање и перспективе
У овом тренутку,  веома је мало географски релевантних чињеница за здравље, које су доступне клиничару у време  медицинско-дијагностички сусрет са пацијентом, а свакако није и типичан део свеобухватних података у медицинским картонима. 
Геомедицина све више користи модерне информационе технологије за пружање информација о пацијенту и његовом потенцијално излагању околини  клиничарима у време његовогза преглед.
Са масовнијом применом геомедицине доћи ће до повећање броја пацијената који имају користи од прецизнијег клиничког разумевање веза између њиховог здравља и места у коме дуже бораве жива, раде или се деца играју.

### Географски информациони систем (ГИС)
Технологија географског информационог система (ГИС) интегрише хардвер, софтвер и податке за снимање, управљање, анализу, и приказивање свих облика географски референцираних информација.
ГИС нам омогућава да видимо, разумемо, испитујемо, тумачимо и визуелизујемо податке на много начина који откривају односе, обрасце, и трендови у облику мапа, глобуса, извештаја и графикона. ГИС помаже  да одговоримо на питања и решимо проблеме гледајући податке на начин који се брзо разуме и лако дели.
ГИС се дуго користи за праћење здравља планете. Са развојем геомедицине, ГИС се сада користи за праћење здравља појединаца, јер здравље људи зависи од топлоте планете, и то је основна идеја  геомедицине.